# 蘇珊·惠特爾
蘇珊·惠特爾（Susan Whetnall，1942年12月11日—），婚前名為蘇珊·龐德（Susan Pound），是一名活躍於1960年代中期至1970年代中期的英格蘭女子羽毛球運動員。蘇珊以出色的預判能力及擊球的創造力聞名，贏得數座國內外比賽的女雙、混雙冠軍，包括六次英格蘭全國羽毛球錦標賽、五次全英羽毛球公開賽、五次歐洲羽毛球錦標賽:182冠軍及一面大英國協運動會羽球比賽女雙金牌。2002年獲国际羽毛球联合会頒傑出貢獻獎。2009年入選羽毛球世界聯會名人堂。其夫保羅·惠特爾亦為同時期知名的英格蘭羽毛球選手。

## 生平
蘇珊出生於肯特郡斯旺利，原名為蘇珊·龐德。1961年，蘇珊·龐德在全國青少年錦標賽開始嶄露頭角，她與搭檔安妮塔·普萊斯（Anita Price）在該年獲得女子雙打冠軍。1967年，她與瑪格麗特·巴克索在愛爾蘭公開賽女子雙打項目獲得生涯第一座國際賽冠軍。隔年，她與混雙搭檔安東尼·D·喬丹贏得生涯第一座全英公開賽暨第一座國際賽混雙冠軍，也從此開始受人關注。
1968年，蘇珊與另一位出色的英格蘭選手保羅·惠特爾結婚，此後他改以蘇珊·惠特爾之名參加比賽。此後，她與兩位搭檔伯克薩爾和喬丹分別贏得第一屆歐洲羽毛球錦標賽女雙及混雙冠軍。除此之外，她還在荷蘭羽毛球公開賽及蘇格蘭羽毛球公開賽分別贏得女雙及混雙冠軍。蘇珊·惠特爾曾經代表英格蘭參加1969年優霸盃，在面對印尼隊時，與搭檔瑪格麗特·伯克薩爾幫助隊伍將比分扳回平手，最後英格蘭仍以3比4不敵印尼。同一年間，她與伯克薩爾贏得第一座全英公開賽女雙冠軍，並在隔年成功衛冕。
蘇珊·惠特爾在1968年至1970年間成為頒獎台的常客，期間總計斬獲23座個人賽冠軍，其中14座是女子雙打冠軍，包括全英公開賽、歐錦賽、比利時國際賽、愛爾蘭公開賽、荷蘭公開賽、蘇格蘭公開賽、加拿大公開賽、南非錦標賽等。與此同時，她亦在英格蘭全國羽毛球錦標賽獲得四連冠（1967-1970）；而在混雙方面，她與喬丹和其他搭檔贏得8座混雙個人賽冠軍。另外在荷蘭公開賽贏得1座女單冠軍。
1971年，蘇珊與她的丈夫保羅、搭檔伯克薩爾以及另一位英格蘭選手雷·夏普（Ray Sharp）和美國選手蒂娜·巴利納加成立一個專業的羽毛球團體。但是因為那個時代的條件不夠成熟，這個團體只運行了兩年就宣告結束。
1974年，蘇珊重返國際賽場，並在最初的一年之中，獲得的亞軍、季軍數量遠多於冠軍。她與老搭檔伯克薩爾先是在1974年大英國協運動會羽球比賽女雙決賽中敗於同隊的年輕選手瑪格麗特·貝克/吉莉安·吉爾克斯，混雙方面也只斬獲銅牌。她在同年舉行的歐洲錦標賽團體賽上幫助英格蘭擊敗丹麥贏得冠軍，但在個人賽女雙及混雙皆以亞軍作收。在該年，蘇珊只在蘇格蘭公開賽贏得一座女雙冠軍。
1975年，蘇珊·惠特爾與瑪格麗特·伯克薩爾在英格蘭全國錦標賽贏得兩人合作以來最後一座女雙冠軍，此後瑪格麗特因為結婚而改姓艾倫（Allen），並從此離開賽場。同年，蘇珊與丈夫保羅合著一本名為《Badminton》的教練指南。這一年是蘇珊·惠特爾羽球生涯的過渡時期，在這年她也與多位搭檔在不同賽事上奪冠。從1976年開始，她與另一名年輕的英格蘭選手吉莉安·吉爾克斯合作征戰賽場，那一年她們囊括了全英、荷蘭、德國、蘇格蘭、美國、歐錦賽等重要賽事的冠軍，並且毫無疑問地贏得該年英格蘭全國賽冠軍。
此後由於丈夫受聘為加拿大國家隊教練，蘇珊·惠特爾也因此一同前往加拿大渥太華。1977年，蘇珊產下一子並取名為安德魯，爾後於再次懷孕時返回英格蘭。1979年，蘇珊產下一女克萊兒，在這期間她還曾經代表英格蘭參加在當地舉辦的1978年歐洲羽毛球錦標賽團體賽事，並在最終獲得冠軍。
2002年，蘇珊·惠特爾獲世界羽球聯盟頒發傑出貢獻獎。2009年，入選羽毛球世界聯會名人堂。
目前蘇珊·惠特爾是肯特郡羽毛球後援會的贊助者，為該地選手的訓練發展進行籌款活動，同時她也是一項本地重要賽事－肯特郡黃金大師賽（Kent Masters Gold）的賽事總監。

## 主要比賽成績
| 名次                     | 項目     | 年份                               |
| ------------------------ | -------- | ---------------------------------- |
| 大英國協運動會羽球比賽   |          |                                    |
| 1                        | 女子雙打 | 1970                               |
| 2                        | 女子雙打 | 1974                               |
| 3                        | 混合雙打 | 1970, 1974                         |
| 歐洲羽毛球錦標賽         |          |                                    |
| 1                        | 女子雙打 | 1968, 1970, 1976                   |
| 1                        | 混合雙打 | 1968, 1970                         |
| 2                        | 女子雙打 | 1974                               |
| 2                        | 混合雙打 | 1974                               |
| 3/4                      | 女子單打 | 1976                               |
| 歐洲羽毛球混合團體錦標賽 |          |                                    |
| 1                        | 混合團體 | 1974, 1978                         |
| 全英羽毛球公開賽         |          |                                    |
| 1                        | 女子雙打 | 1969, 1970, 1976                   |
| 1                        | 混合雙打 | 1968, 1974                         |
| 2                        | 女子雙打 | 1974                               |
| 2                        | 混合雙打 | 1969                               |
| 愛爾蘭羽毛球公開賽       |          |                                    |
| 1                        | 女子雙打 | 1967, 1969                         |
| 1                        | 混合雙打 | 1969                               |
| 蘇格蘭羽毛球公開賽       |          |                                    |
| 1                        | 女子雙打 | 1969, 1970, 1974, 1976             |
| 1                        | 混合雙打 | 1968, 1969                         |
| 荷蘭羽毛球公開賽         |          |                                    |
| 1                        | 女子單打 | 1970                               |
| 1                        | 女子雙打 | 1968, 1970, 1975, 1976             |
| 1                        | 混合雙打 | 1975                               |
| 加拿大羽毛球公開賽       |          |                                    |
| 1                        | 女子雙打 | 1970                               |
| 1                        | 混合雙打 | 1970                               |
| 英格蘭全國羽毛球錦標賽   |          |                                    |
| 1                        | 女子雙打 | 1967, 1968, 1969, 1970, 1975, 1976 |

## 特殊成就
- 2002年，獲頒傑出貢獻獎。
- 2009年，入選羽毛球世界聯會名人堂。

## 著作
- Whetnall, Paul; Whetnall, Susan. . London: Pelham. 1975  [2018-10-09]. ISBN 0720708672. （原始内容存档于2018-10-09）.